# 芯片級原子鐘

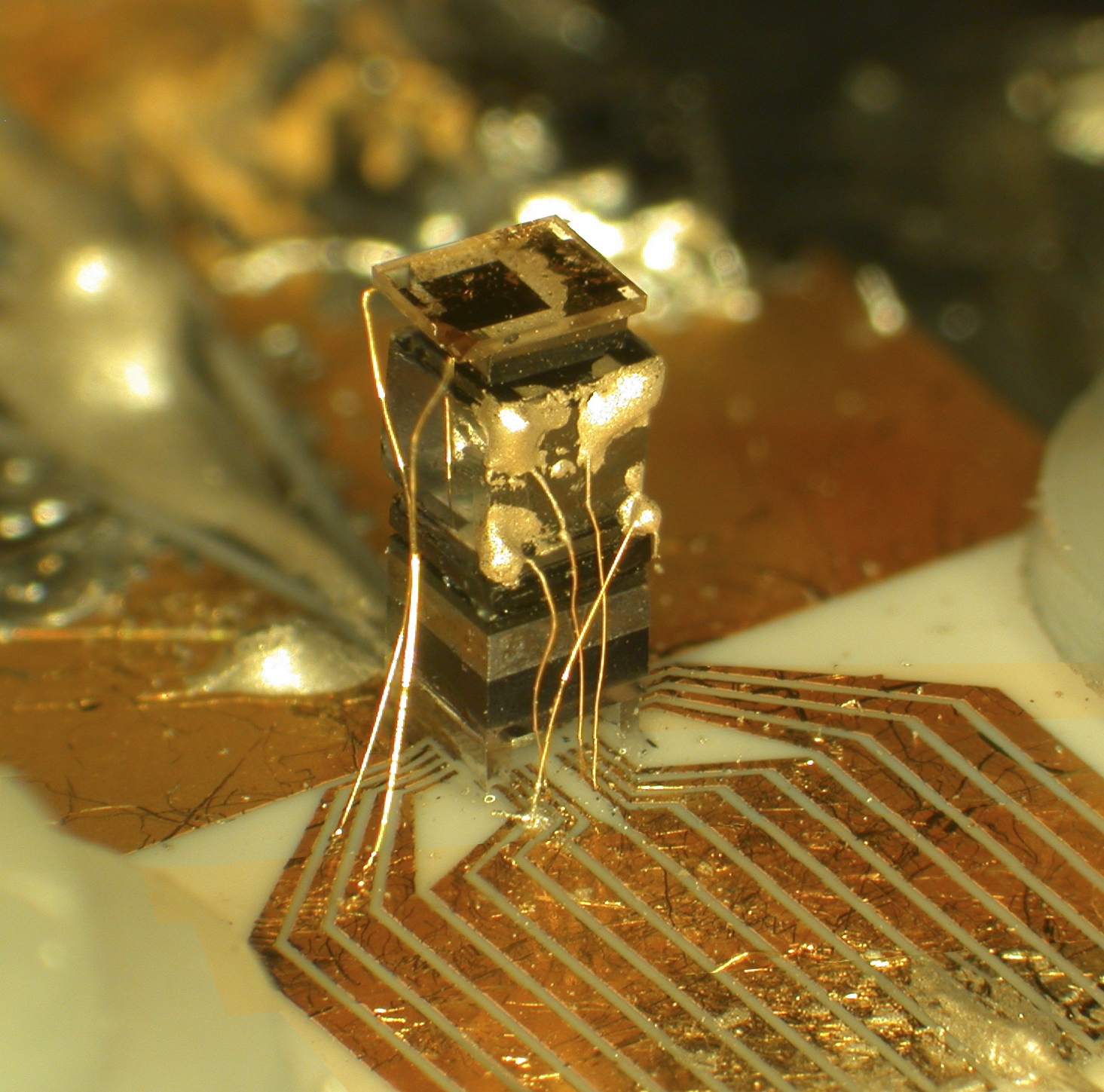
NIST芯片級原子鐘的物理封裝

芯片級原子鐘（英語：Chip-scale atomic clock，縮寫为CSAC）是使用微机电系统（MEMS）技术制造的紧凑型低功耗原子钟，并结合了低功耗半导体激光器作为光源。基于2001年的一项发明，2003年在國家標準技術研究所上展示了第一个芯片級原子鐘物理软件包。这项工作是由美国国防部国防高级研究计划局（DARPA）资助的，目的是开发一种微芯片大小的原子钟，用于便携式设备。在军事装备中，当全球定位系统不可用时，有望为下岗士兵提供更好的位置和战场态势感知，但也可以设想许多民用应用。这些原子钟的商业生产始于2011年。芯片級原子鐘是世界上最小的原子钟，其尺寸为4 x 3.5 x 1厘米（1.5 x 1.4 x 0.4英寸），重35克，仅消耗115毫瓦的功率，也可以在运行几年后将时间保持在每天100微秒以内。

## 原理
像其他铯原子钟一样，该时钟通过铯133原子中两个超精细能级之间的电子自旋跃迁发射的精确的9.192631770吉赫兹微波信号来保持时间。反馈机制将芯片上的石英晶体振荡器锁定在该频率，该频率被数字计数器分频，以提供10兆赫兹和1赫兹的时钟信号提供给输出引脚。在芯片上，使用硅微机械加工技术制造的2毫米微型胶囊中的液态金属铯被加热以蒸发碱金属。半导体激光器将微波振荡器调制的红外光束通过胶囊照射到光电探测器上。当振荡器处于跃迁的精确频率时，铯原子的光吸收会减少，从而增加了光电探测器的输出。光电检测器的输出在锁频环电路中用作反馈，以将振荡器保持在正确的频率。

## 發展歷程
常规的蒸气室原子钟大约是一副纸牌的大小，消耗约10瓦的电能，成本约为3,000美元。 将这些缩小到半导体芯片的大小需要大量的开发和一些突破。开发的重要部分是设计该设备，以便在可能的情况下使用标准的半导体制造技术制造该设备，以使其成本保持足够低的水平，从而使其可以成为大众市场的设备。常规铯钟使用装有铯的玻璃管，要使其直径小于1厘米是很困难的。在芯片級原子鐘中，使用MEMS技术制造了尺寸仅为2立方毫米的铯胶囊。常规原子钟中的光源是铷气體放電燈，其体积庞大且消耗大量功率。在芯片級原子鐘中，这由在芯片上制造的垂直腔面發射激光器（VCSEL）代替，其光束向上辐射到其上方的铯囊中。另一个进步是消除了传统时钟中使用的微波腔，该微波腔的大小等于微波频率的波长（约3厘米），构成了时钟大小的基本下限。通过使用量子技术，相干布局囚禁，空腔变得不必要。

## 商業化
Microsemi等公司生产这种时钟。